# 花野リサ
花野 リサ（はなの リサ、4月1日 - ）は、日本の漫画家。福島県出身。血液型AB型。
2009年（平成21年）、『ザ マーガレット』（集英社）3月号において「魔法使い彼女」でデビュー。翌2010年（平成22年）、3作目の「君の瞳に恋してる」が『マーガレット』本誌に掲載される。2011年（平成23年）『王子様（プリンス）コントローラー』にて連載デビュー。同作の単行本が『乙女ゲームやってみた。』に改題の上、初コミックスとなった。2012年より『スイーツボーイズ×スイートボイス』の連載を開始、一旦終了後の2013年にも同作の続編が連載された。
元々はギャグ漫画家志望であったという。初コミックスである『乙女ゲームやってみた。』の描きおろしのおまけページとして4コマが収録されている。

## 作品リスト

### 漫画作品
| 作品名                                           | 掲載誌                       | 出版社          | 掲載号                                                                     | 収録単行本                                       | 備考                                                                   |
| ------------------------------------------------ | ---------------------------- | --------------- | -------------------------------------------------------------------------- | ------------------------------------------------ | ---------------------------------------------------------------------- |
| 魔法使い彼女                                     | ザ マーガレット              | 集英社          | 2009年3月号                                                                | （未収録）                                       | デビュー作。読み切り作品。                                             |
| 華麗なる麗人                                     | ザ マーガレット              | 集英社          | 2009年6月号                                                                | （未収録）                                       | 読み切り作品。                                                         |
| 君の瞳に恋してる                                 | マーガレット                 | 集英社          | 2009年16号                                                                 | （未収録）                                       | 読み切り作品。                                                         |
| 初恋うさぎ                                       | マーガレット                 | 集英社          | 2009年17号                                                                 | （未収録）                                       | 読み切り作品。                                                         |
| 灰かぶり少女                                     | マーガレット                 | 集英社          | 2009年21号                                                                 | （未収録）                                       | 読み切り作品。                                                         |
| ひよちゃんの秘密                                 | マーガレット                 | 集英社          | 2010年2号                                                                  | 乙女ゲームやってみた。                           | 読み切り作品。                                                         |
| お姫様的王子様                                   | ザ マーガレット              | 集英社          | 2010年6月号                                                                | 乙女ゲームやってみた。                           | 読み切り作品。                                                         |
| 王子様（プリンス）コントローラー                 | マーガレット                 | 集英社          | 2010年18号 - 20号                                                          | 乙女ゲームやってみた。                           | 初連載作品（短期）。単行本化に当たり『乙女ゲームやってみた。』に改題。 |
| 妹エレジー                                       | マーガレット                 | 集英社          | 2011年6号 別冊ふろく『友情&幼なじみ特集「恋･絆･涙…ずっと一緒にいたい人」』 | 乙女ゲームやってみた。                           | 読み切り作品。                                                         |
| さよなら、またね                                 | マーガレット                 | 集英社          | 2011年12号 - 14号                                                          | （未収録）                                       | 連載作品（短期）。                                                     |
| なんとかコントローラー                           | ザ マーガレット              | 集英社          | 2011年10月号                                                               | （未収録）                                       | 読み切り作品。                                                         |
| アイドルとヒミツのキス                           | マーガレット                 | 集英社          | 2011年21号 別冊ふろく『みんなのキス』                                      | （未収録）                                       | 読み切り作品。                                                         |
| いじわるされたいんでしょ?                        | マーガレット                 | 集英社          | 2011年22号 別冊ふろく『俺惚（おれほれ）〜俺に惚れろ!』                     | （未収録）                                       | 読み切り作品。                                                         |
| スイーツボーイズ×スイートボイス                  | マーガレット                 | 集英社          | 2012年22号 - 23号、2013年6号 - 2013年9号                                   | スイーツボーイズ×スイートボイス                  | 連載作品（短期）。                                                     |
| ひとりんぼガール                                 | マーガレット                 | 集英社          | 2013年24号                                                                 | （未収録）                                       | 読み切り作品。                                                         |
| 君はなにも知らない                               | マーガレット                 | 集英社          | 2015年5号 - 19号                                                           | 君はなにも知らない                               | 連載作品。                                                             |
| アイドル大好き!                                  | 百合姫                       | 一迅社          | 2015年7月号                                                                | （未収録）                                       | 読み切り作品（花野名義）。                                             |
| あいしてない、かも。                             | マーガレット                 | 集英社          | 2016年13号 - 19号                                                          | あいしてない、かも。                             | 連載作品。                                                             |
| 当て馬くんと恋がしたい                           | ザ マーガレット              | 集英社          | 2016年12月号                                                               | （未収録）                                       | 読み切り作品。                                                         |
| 真夜中のステラリウム                             | マーガレット                 | 集英社          | 2017年12号 - 24号                                                          | 真夜中のステラリウム                             | 連載作品。                                                             |
| 転生先が少女漫画の白豚令嬢だった                 | B's-LOG COMIC                | KADOKAWA        | 2018年Apr.（Vol.63）- 2019年Mar.（vol.74）                                 | 転生先が少女漫画の白豚令嬢だった                 | 連載作品。原作:桜あげは、キャラクター原案:ひだかなみ                   |
| 悪い子でもいいの                                 | マーガレット                 | 集英社          | 2018年22号 - 2019年19号                                                    | 悪い子でもいいの                                 | 連載作品。                                                             |
| 隣のケモノが偏愛したがる                         | noicomi                      | スターツ出版    | 2020年16号 - 2021年50号                                                    | 隣のケモノが偏愛したがる                         | 連載作品。原作：碧井こなつ                                             |
| アプリで出会ったやばいやつ                       | デジタルマーガレット         | 集英社          | 2021年7月9日配信 - 2025年1月28日配信                                       | アプリで出会ったやばいやつ                       | 連載作品。                                                             |
| 年上御曹司は婚約者（仮）をイジワルに溺愛したい   | noicomi                      | スターツ出版    | 2022年69号 - 2023年105号                                                   | 年上御曹司は婚約者（仮）をイジワルに溺愛したい   | 連載作品。原作：碧井こなつ                                             |
| 瓶底メガネ令嬢ですが、婚約者の顔がよすぎてつらい | Renta!コミックス COMICスピア | パピレス（PGC） | 2023年7月22日配信 - 2024年6月18日                                          | 瓶底メガネ令嬢ですが、婚約者の顔がよすぎてつらい | 連載作品。原作：杓子ねこ                                               |
| つれない由良くんの愛がだだ漏れです               | noicomi                      | スターツ出版    | 2024年121号 - 2025年145号                                                  | つれない由良くんの愛がだだ漏れです               | 連載作品。原作：Ena.                                                   |

### イラストレーション
| 作品名                               | 掲載誌                          | 出版社       | 掲載号            | 収録単行本 | 備考                               |
| ------------------------------------ | ------------------------------- | ------------ | ----------------- | ---------- | ---------------------------------- |
| マーガレット 星占いコーナー          | マーガレット                    | 集英社       | 2010年1号 - 24号  | （未収録） | [ 1 ]                              |
| 無気力オオカミくんは、私だけに夢中。 | ケータイ小説文庫 ピンクレーベル | スターツ出版 | 2020年8月25日発売 | （未収録） | 作者：柊乃、ISBN 978-4-8137-0955-8 |

## 書誌情報
| 出版順 | 書籍名                                                   | 巻数 | 出版社/レーベル                      | 発売日         | 収録内容 | ISBN                   | 備考                                                                                            |
| ------ | -------------------------------------------------------- | ---- | ------------------------------------ | -------------- | --- | ---------------------- | ----------------------------------------------------------------------------------------------- |
| 1      | 乙女ゲームやってみた。                                   |      | 集英社/マーガレットコミックス        | 2011年8月25日  | （漫画作品参照）                                                                                                | ISBN 978-4-08-846685-9 | 初コミックス。表題作は『王子様コントローラー』を改題。                                          |
| 2      | スイーツボーイズ×スイートボイス                          |      | 集英社/マーガレットコミックス        | 2013年6月25日  | 『マーガレット』2012年22号 - 24号、2013年6号 - 9号                                                              | ISBN 978-4-08-845058-2 | 全1巻。                                                                                         |
| 3      | 快感フレーズNext                                         |      | 集英社/マーガレットコミックスDIGITAL | 2014年7月25日  | |                        | 新條まゆ『快感フレーズ』のSNSアプリのコミカライズ。ネーム・新條まゆ。佳井波、中村まきのと共著。 |
| 4      | 艦隊これくしょん -艦これ- ケッコンカッコカリアンソロジー |      | KADOKAWA/電撃コミックスNEXT          | 2015年2月26日  | 『大和』収録。                                                                                                  | ISBN 978-4-04-869279-3 | 計14人のアンソロジー。                                                                          |
| 5      | 君はなにも知らない                                       | 1    | 集英社/マーガレットコミックス        | 2015年6月25日  | 『マーガレット』                                                                                                | ISBN 978-4-08-845408-5 | 全2巻。                                                                                         |
| 5      | 君はなにも知らない                                       | 2    | 集英社/マーガレットコミックス        | 2015年10月23日 | 『マーガレット』2015年14号 - 19号                                                                               | ISBN 978-4-08-845464-1 | 全2巻。                                                                                         |
| 6      | あいしてない、かも。                                     |      | 集英社/マーガレットコミックス        | 2016年10月25日 | 『マーガレット』2016年13号 - 19号                                                                               | ISBN 978-4-08-845651-5 | 全1巻。                                                                                         |
| 7      | 真夜中のステラリウム                                     | 1    | 集英社/マーガレットコミックス        | 2017年9月25日  | 『マーガレット』2017年12号 - 17号                                                                               | ISBN 978-4-08-845833-5 | 全2巻。                                                                                         |
| 7      | 真夜中のステラリウム                                     | 2    | 集英社/マーガレットコミックス        | 2017年12月25日 | 『マーガレット』2017年18号、20号 - 24号、「つむぎちゃんと地味メガネ」（描きおろし）併録。                       | ISBN 978-4-08-845866-3 | 全2巻。                                                                                         |
| 8      | 転生先が少女漫画の白豚令嬢だった                         | 1    | KADOKAWA/B's-LOG COMICS              | 2018年9月15日  | 2018年Apr.（Vol.63） - Jul（vl.66）                                                                             | ISBN 978-4-04-735305-3 | 全1巻。                                                                                         |
| 9      | 悪い子でもいいの                                         | 1    | 集英社/マーガレットコミックス        | 2019年2月25日  | 『マーガレット』2018年22号 - 2019年1号、2019年3・4合併号 - 5号、「悪い子でもいいの 番外編」（描きおろし）併録。 | ISBN 978-4-08-844171-9 | 全3巻。                                                                                         |
| 9      | 悪い子でもいいの                                         | 2    | 集英社/マーガレットコミックス        | 2019年6月25日  | 『マーガレット』2019年6号 - 12号、「悪い子でもいいの 番外編」（描きおろし）併録。                               | ISBN 978-4-08-844212-9 | 全3巻。                                                                                         |
| 9      | 悪い子でもいいの                                         | 3    | 集英社/マーガレットコミックス        | 2019年9月25日  | 『マーガレット』2019年13号 - 15号、17号 - 19号、「悪い子でもいいの 番外編」（描きおろし）併録。                 | ISBN 978-4-08-844245-7 | 全3巻。                                                                                         |
| 10     | 隣のケモノが偏愛したがる                                 | 1    | スターツ出版/noicomi                 | 2020年5月22日  | 『noicomi』2020年Vol.16 - Vol.20                                                                                |                        | 全4巻。                                                                                         |
| 10     | 隣のケモノが偏愛したがる                                 | 2    | スターツ出版/noicomi                 | 2020年9月11日  | 『noicomi』2020年Vol.22 - Vol.30                                                                                |                        | 全4巻。                                                                                         |
| 10     | 隣のケモノが偏愛したがる                                 | 3    | スターツ出版/noicomi                 | 2021年3月12日  | 『noicomi』2020年Vol.32 - 2021年Vol.40                                                                          |                        | 全4巻。                                                                                         |
| 10     | 隣のケモノが偏愛したがる                                 | 4    | スターツ出版/noicomi                 | 2021年8月13日  | 『noicomi』2021年Vol.42 - Vol.50                                                                                |                        | 全4巻。                                                                                         |
| 11     | アプリで出会ったやばいやつ                               | 1    | 集英社/マーガレットコミックスDIGITAL | 2021年10月1日  | |                        | 全11巻（全11話）。                                                                              |
| 11     | アプリで出会ったやばいやつ                               | 2    | 集英社/マーガレットコミックスDIGITAL | 2021年10月1日  | |                        | 全11巻（全11話）。                                                                              |
| 11     | アプリで出会ったやばいやつ                               | 3    | 集英社/マーガレットコミックスDIGITAL | 2021年10月1日  | |                        | 全11巻（全11話）。                                                                              |
| 11     | アプリで出会ったやばいやつ                               | 4    | 集英社/マーガレットコミックスDIGITAL | 2021年10月1日  | |                        | 全11巻（全11話）。                                                                              |
| 11     | アプリで出会ったやばいやつ                               | 5    | 集英社/マーガレットコミックスDIGITAL | 2021年11月1日  | |                        | 全11巻（全11話）。                                                                              |
| 11     | アプリで出会ったやばいやつ                               | 6    | 集英社/マーガレットコミックスDIGITAL | 2021年12月1日  | |                        | 全11巻（全11話）。                                                                              |
| 11     | アプリで出会ったやばいやつ                               | 7    | 集英社/マーガレットコミックスDIGITAL | 2022年1月1日   | |                        | 全11巻（全11話）。                                                                              |
| 11     | アプリで出会ったやばいやつ                               | 8    | 集英社/マーガレットコミックスDIGITAL | 2022年3月1日   | |                        | 全11巻（全11話）。                                                                              |
| 11     | アプリで出会ったやばいやつ                               | 9    | 集英社/マーガレットコミックスDIGITAL | 2025年5月8日   | |                        | 全11巻（全11話）。                                                                              |
| 11     | アプリで出会ったやばいやつ                               | 10   | 集英社/マーガレットコミックスDIGITAL | 2025年5月8日   | |                        | 全11巻（全11話）。                                                                              |
| 11     | アプリで出会ったやばいやつ                               | 11   | 集英社/マーガレットコミックスDIGITAL | 2025年5月8日   | |                        | 全11巻（全11話）。                                                                              |
| 12     | 年上御曹司は婚約者(仮)をイジワルに溺愛したい             | 1    | スターツ出版/noicomi                 | 2022年7月8日   | 『noicomi』2022年Vol.69 - Vol.73                                                                                |                        | 全4巻。                                                                                         |
| 12     | 年上御曹司は婚約者(仮)をイジワルに溺愛したい             | 2    | スターツ出版/noicomi                 | 2022年12月9日  | 『noicomi』2022年vol.75 - vol.83                                                                                |                        | 全4巻。                                                                                         |
| 12     | 年上御曹司は婚約者(仮)をイジワルに溺愛したい             | 3    | スターツ出版/noicomi                 | 2023年6月9日   | 『noicomi』2022年vol.85 - 2023年vol.95                                                                          |                        | 全4巻。                                                                                         |
| 12     | 年上御曹司は婚約者(仮)をイジワルに溺愛したい             | 4    | スターツ出版/noicomi                 | 2023年11月10日 | 『noicomi』2023年vol.97 - vol.105                                                                               |                        | 全4巻。                                                                                         |
| 13     | 瓶底メガネ令嬢ですが、婚約者の顔がよすぎてつらい         | 1    | PGC/Rentaコミックス                  | 2024年2月11日  | |                        | 全2巻。                                                                                         |
| 13     | 瓶底メガネ令嬢ですが、婚約者の顔がよすぎてつらい         | 2    | PGC/Rentaコミックス                  | 2024年8月31日  | |                        | 全2巻。                                                                                         |
| 14     | つれない由良くんの愛がだだ漏れです                       | 1    | スターツ出版/noicomi                 | 2024年9月13日  | 『noicomi』2024年vol.121 - Vol.125                                                                              |                        | 全3巻。                                                                                         |
| 14     | つれない由良くんの愛がだだ漏れです                       | 2    | スターツ出版/noicomi                 | 2025年2月14日  | 『noicomi』2024年vol.127 - 2025年vol.135                                                                        |                        | 全3巻。                                                                                         |
| 14     | つれない由良くんの愛がだだ漏れです                       | 3    | スターツ出版/noicomi                 | 2025年7月11日  | 『noicomi』2025年vol.137 - vol.145                                                                              |                        | 全3巻。                                                                                         |